# Équipe cycliste Vendée U
L'équipe cycliste Vendée U est une équipe cycliste française basée en Vendée. Elle a été fondée en 1991 par Jean-René Bernaudeau et est sponsorisée par le Conseil départemental de la Vendée, les magasins U et le Conseil régional des Pays de la Loire. Elle constitue une réserve de jeunes coureurs pour l'équipe professionnelle TotalEnergies, dirigée par Jean-René Bernaudeau.

## Histoire de l'équipe
L'équipe Vendée U est créée en 1991 par Jean-René Bernaudeau. Elle est alors l'équipe DN1 du Vendée La Roche Cyclisme (VRC), club de La Roche-sur-Yon. Le VRC est élu meilleur club de France en 1995 et 1996. Plusieurs membres de l'équipe deviennent professionnels durant les années 1990 : Pascal Deramé, Nicolas Jalabert, Roger Hammond, Piotr Wadecki, Janek Tombak, Samuel Plouhinec, Charles Wegelius, Franck Bouyer.
En 2000, Jean-René Bernaudeau lance l'équipe professionnelle Bonjour. Le VRC se scinde alors entre Vendée U, qui devient la réserve de Bonjour, et le club renommé La Roche Vendée Cyclisme. Plusieurs des meilleurs coureurs français des années 2000 évoluent au sein de Vendée U puis passent professionnels chez Bonjour, qui devient Brioches La Boulangère (2003) puis Bouygues Telecom (2005) : Sylvain Chavanel, Thomas Voeckler, Jérôme Pineau. En 2006, Dimitri Champion remporte le titre de champion de France amateurs. En 2010, Vendée U remporte pour la première fois la Coupe de France des clubs puis une deuxième fois en 2012.
Plus récemment, Vendée U a confirmé sa capacité à accompagner de jeunes talents vers le monde professionnel en permettant à des coureurs comme Bryan Coquard, Thomas Boudat ou Lilian Calmejane d'intégrer le plus haut-niveau. 
Le club revendique avoir vu passer une cinquantaine de futurs coureur professionnels. Félicia Ballanger y a également été licenciée.
En 2021, le Vendée U change de couleurs, après 30 ans de rouge et blanc, le maillot est de la même couleur que le CREF et que le Team Total Direct Energie.

## Principales victoires

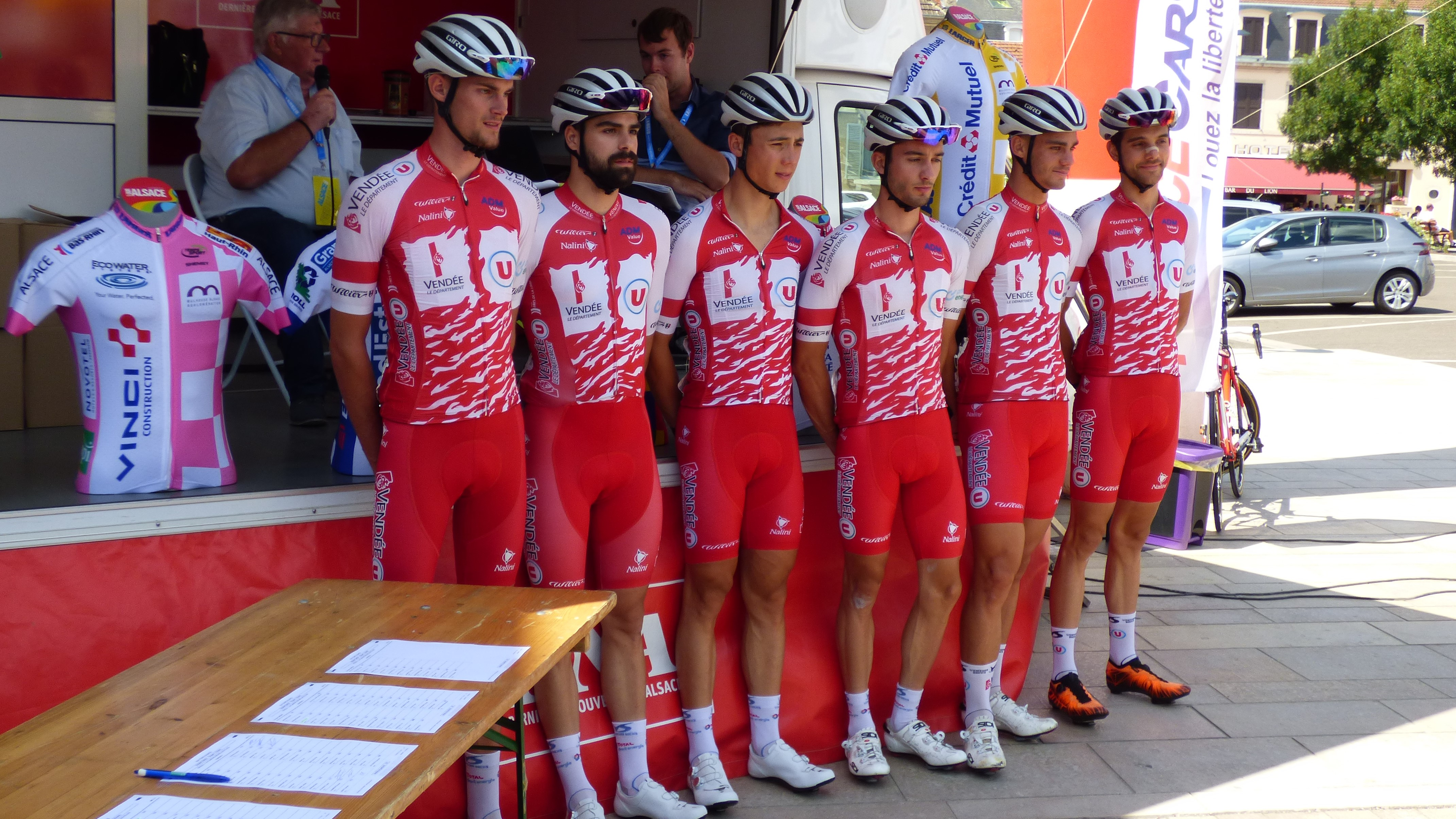
Présentation de l'équipe lors du Tour Alsace 2019

### Courses d'un jour
- Paris-Roubaix espoirs : 2007 (Damien Gaudin)
- Trophée des champions : 2009 (Tony Hurel)
- Paris-Tours espoirs : 2012 (Taruia Krainer)
- Paris-Mantes-en-Yvelines : 2016 (Paul Ourselin)
- Chrono des Nations espoirs : 2021 (Antoine Devanne)

### Courses par étapes
- Trois jours de Vaucluse : 2007 (Sébastien Turgot)
- Tour de Gironde : 2008 (Julien Guay), 2010 (Julien Belgy)
- Ronde de l'Isard : 2012 (Pierre-Henri Lecuisinier)

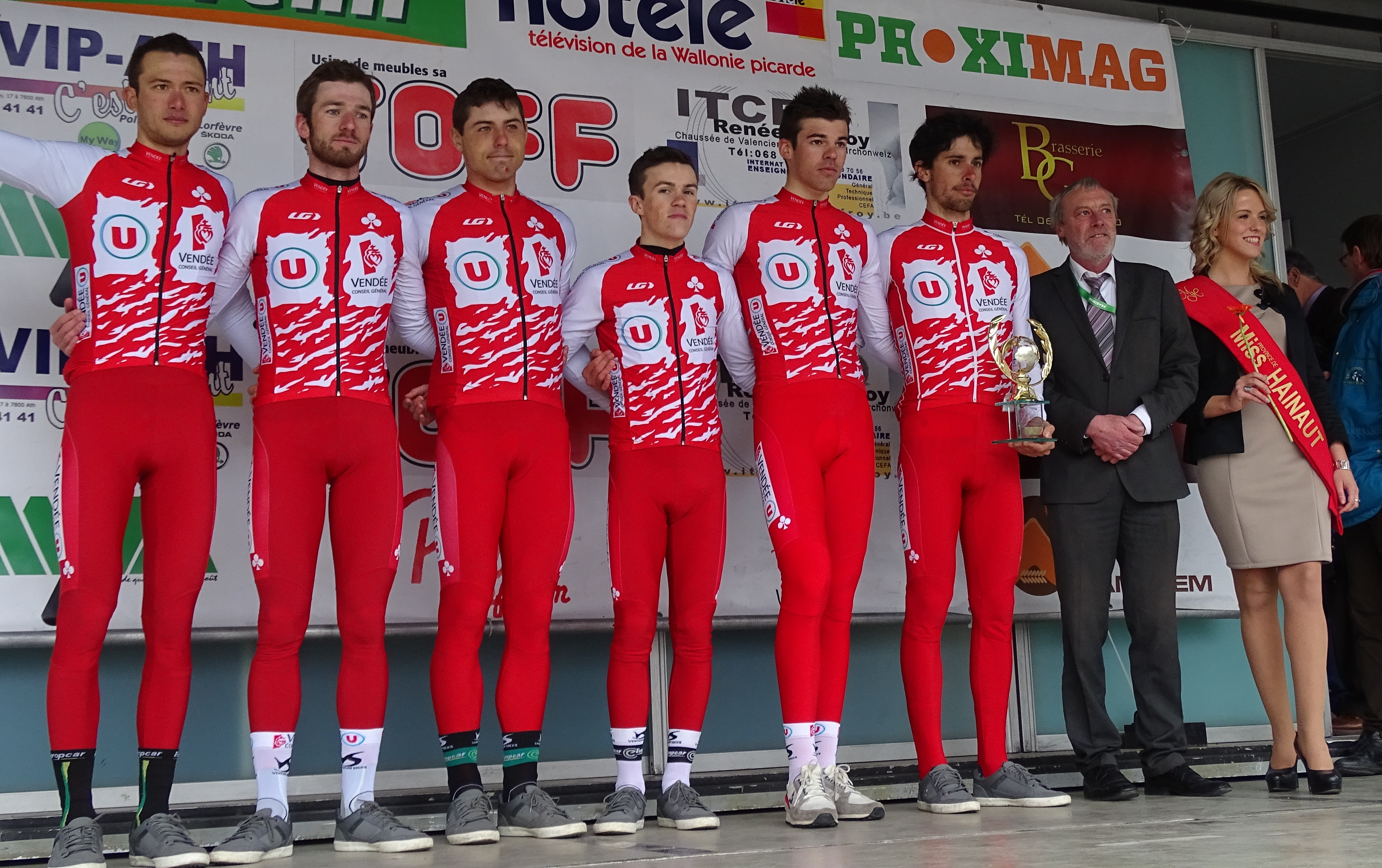
L'équipe lors du Triptyque des Monts et Châteaux 2015.

- Triptyque des Monts et Châteaux : 2015 (Lilian Calmejane)
- Tour du Loir-et-Cher : 2015 (Romain Cardis)
- Tour du Maroc : 2018 (David Rivière)

### Championnats nationaux
- Championnats des Bermudes sur route : 4
  - Course en ligne : 2023 et 2024 (Kaden Hopkins)
  - Contre-la-montre : 2023 et 2024 (Kaden Hopkins)
- Championnats d'Estonie sur route : 3
  - Course en ligne espoirs : 2008 (Gert Jõeäär)
  - Contre-la-montre espoirs : 2007 et 2008 (Gert Jõeäär)
- Championnats de France sur piste : 6
  - Scratch : 2011 (Bryan Coquard) et 2014 (Thomas Boudat)
  - Course aux points : 2013 (Thomas Boudat)
  - Omnium : 2013 et 2014 (Thomas Boudat)
  - Poursuite : 2014 (Julien Morice)

## Saisons précédentes

Portraits
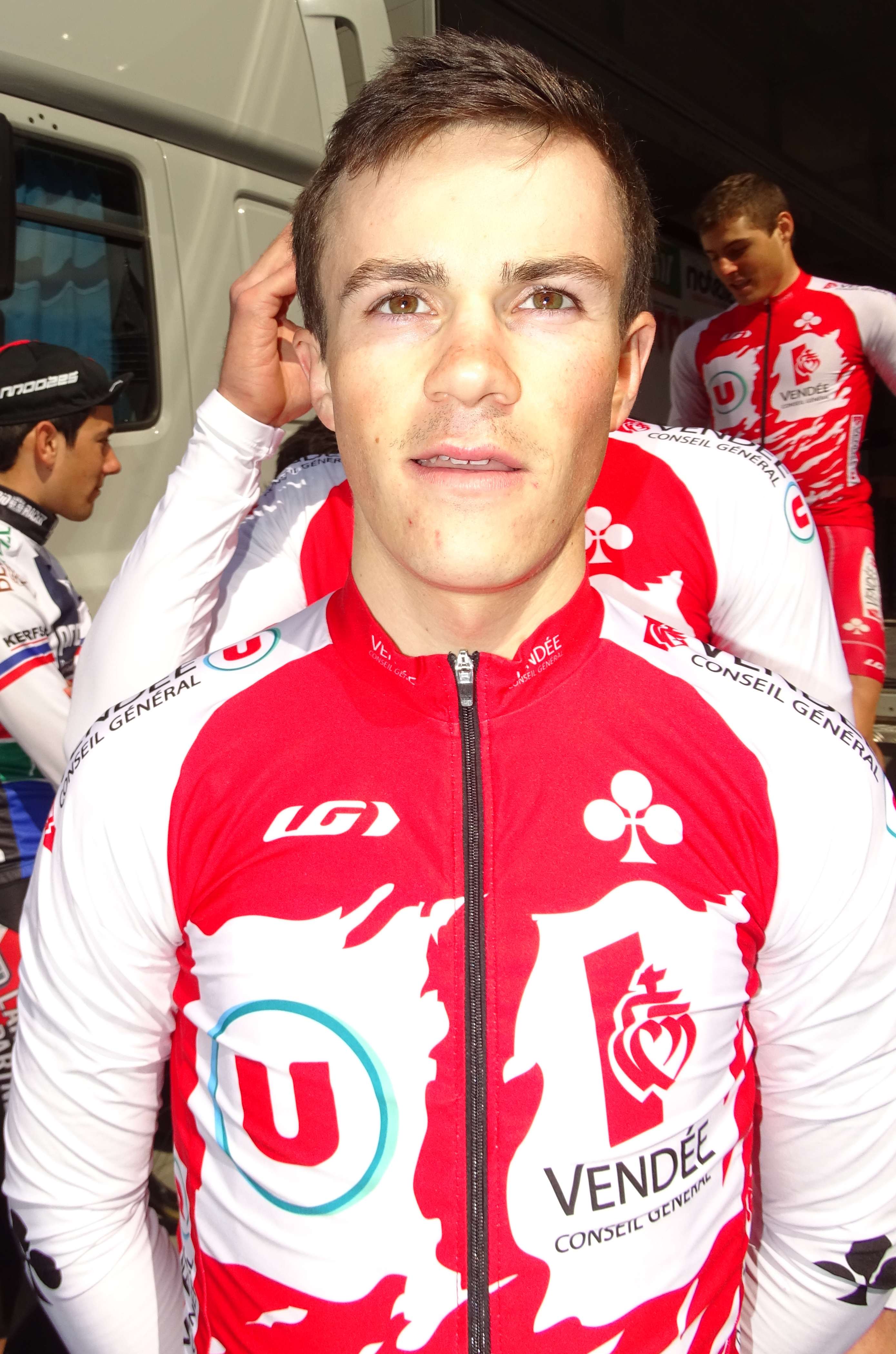
Loïc Bouchereau.
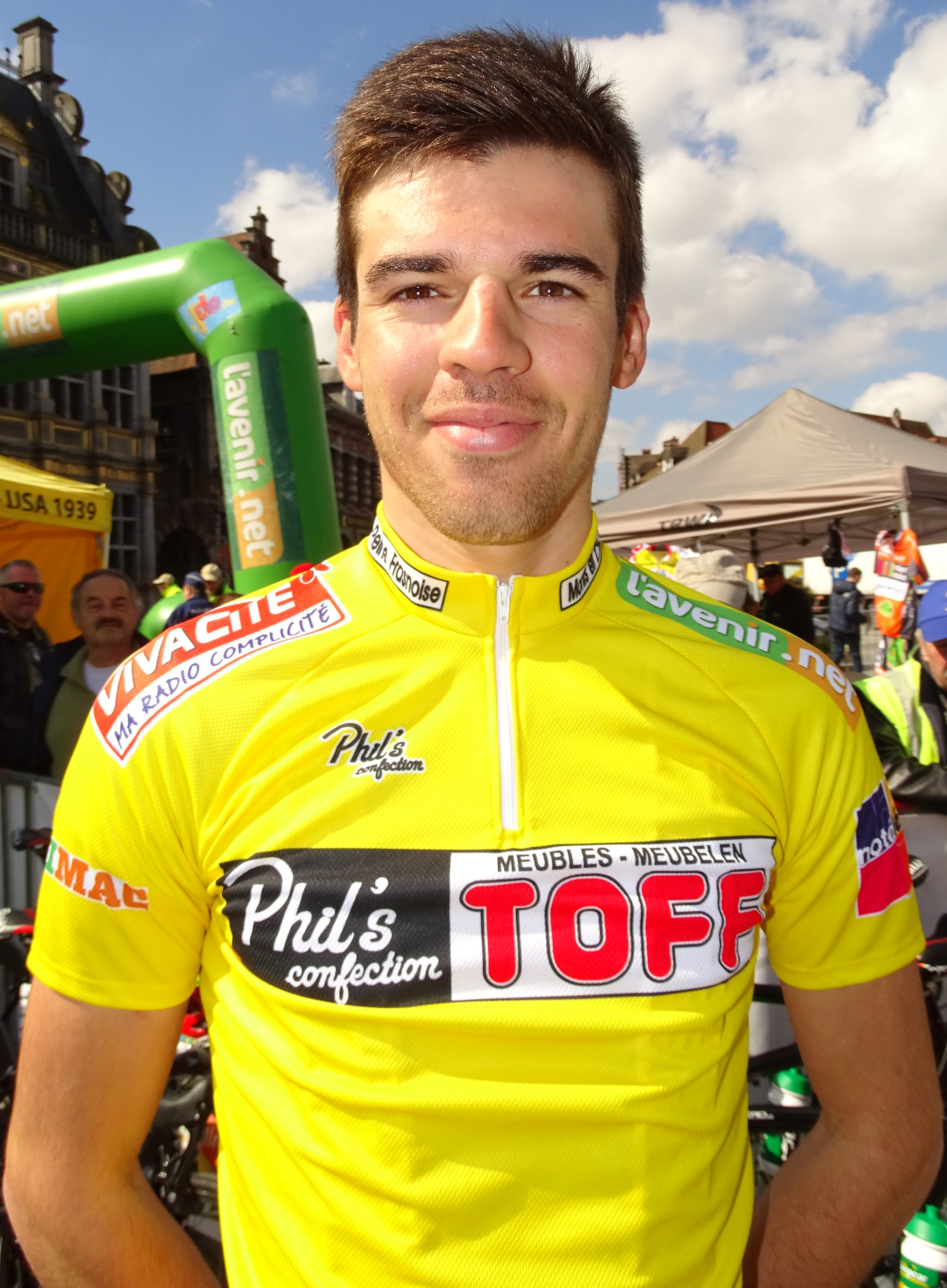
Lilian Calmejane.
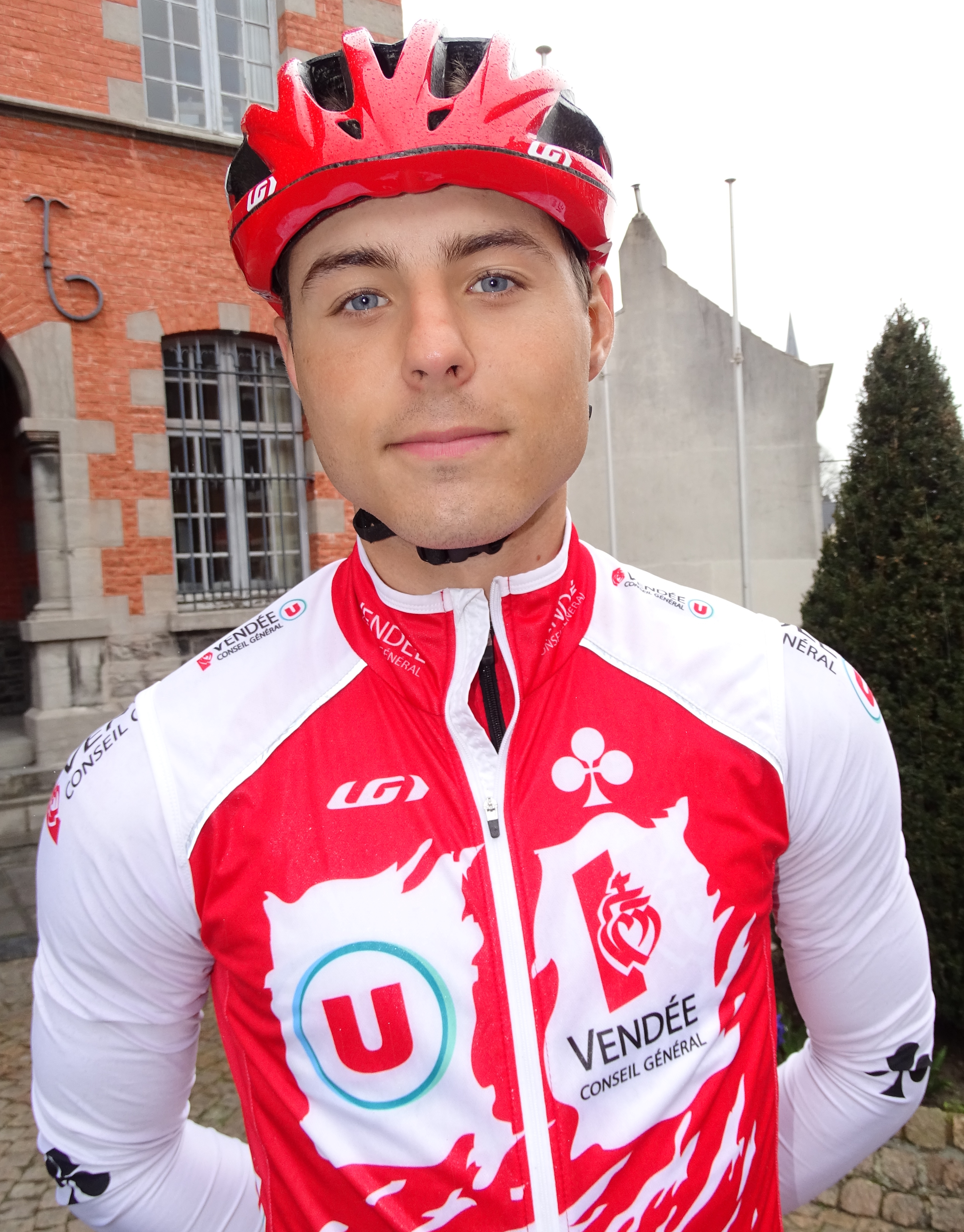
Romain Cardis.
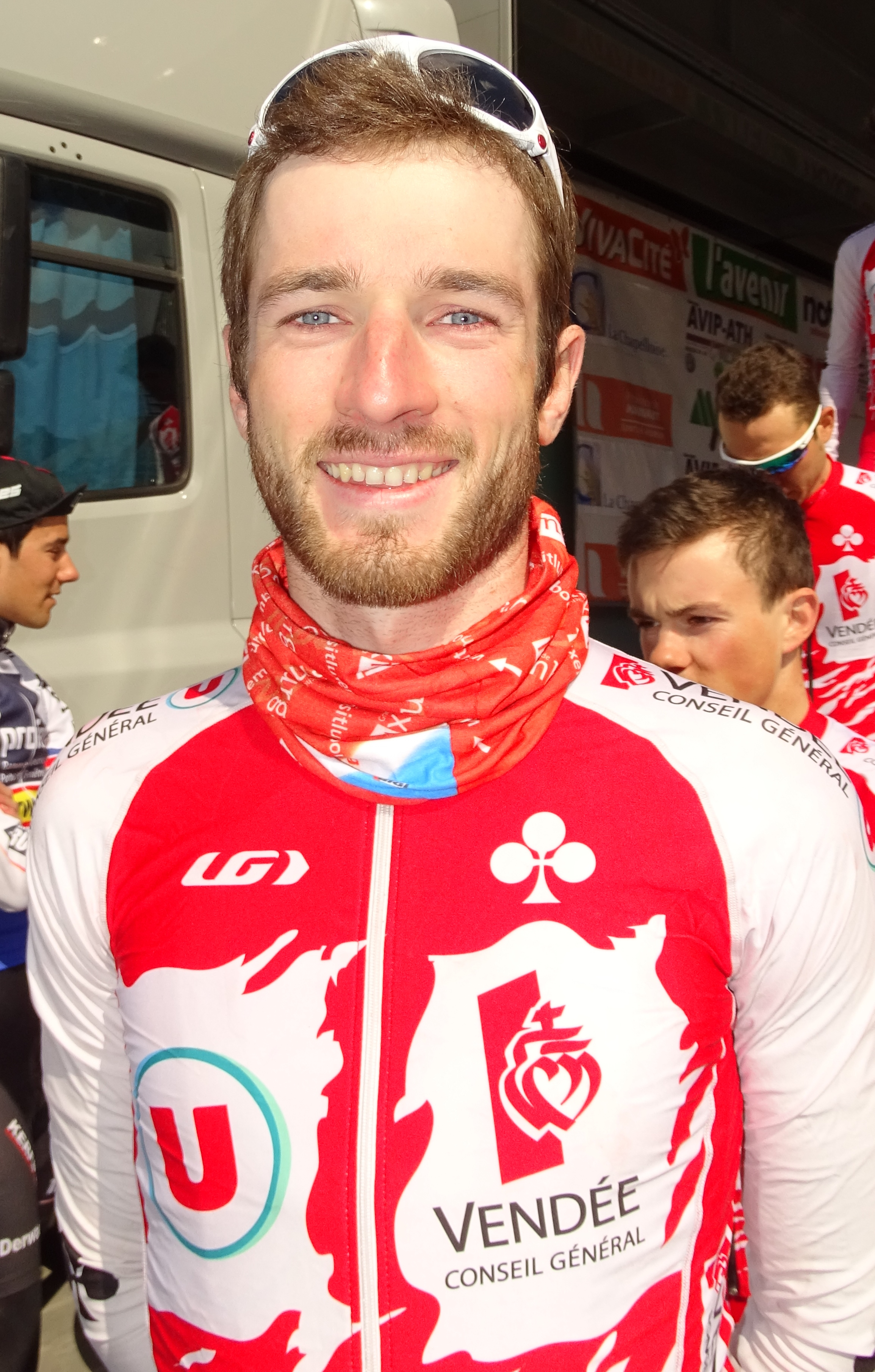
Jérémy Cornu.
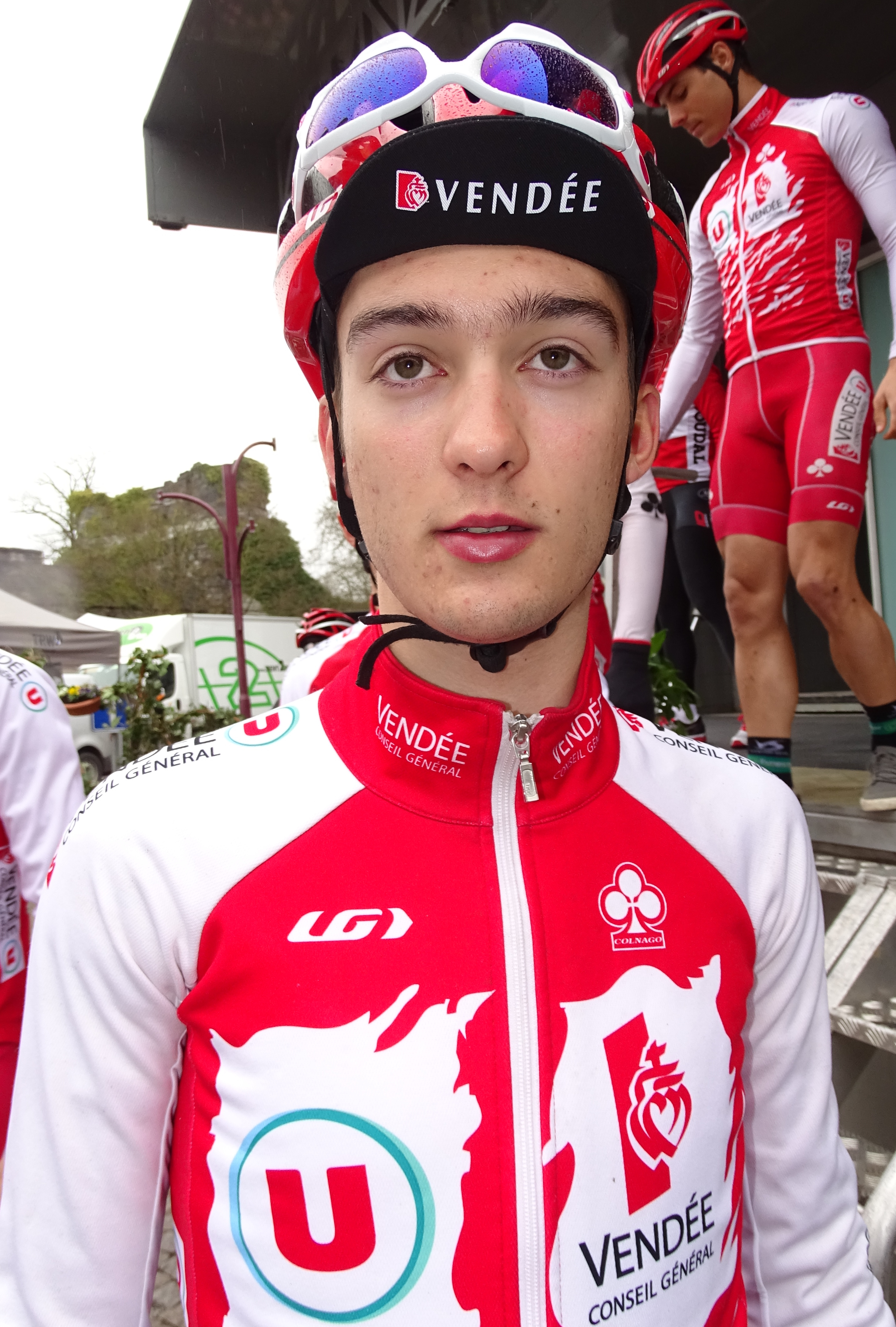
Marlon Gaillard.
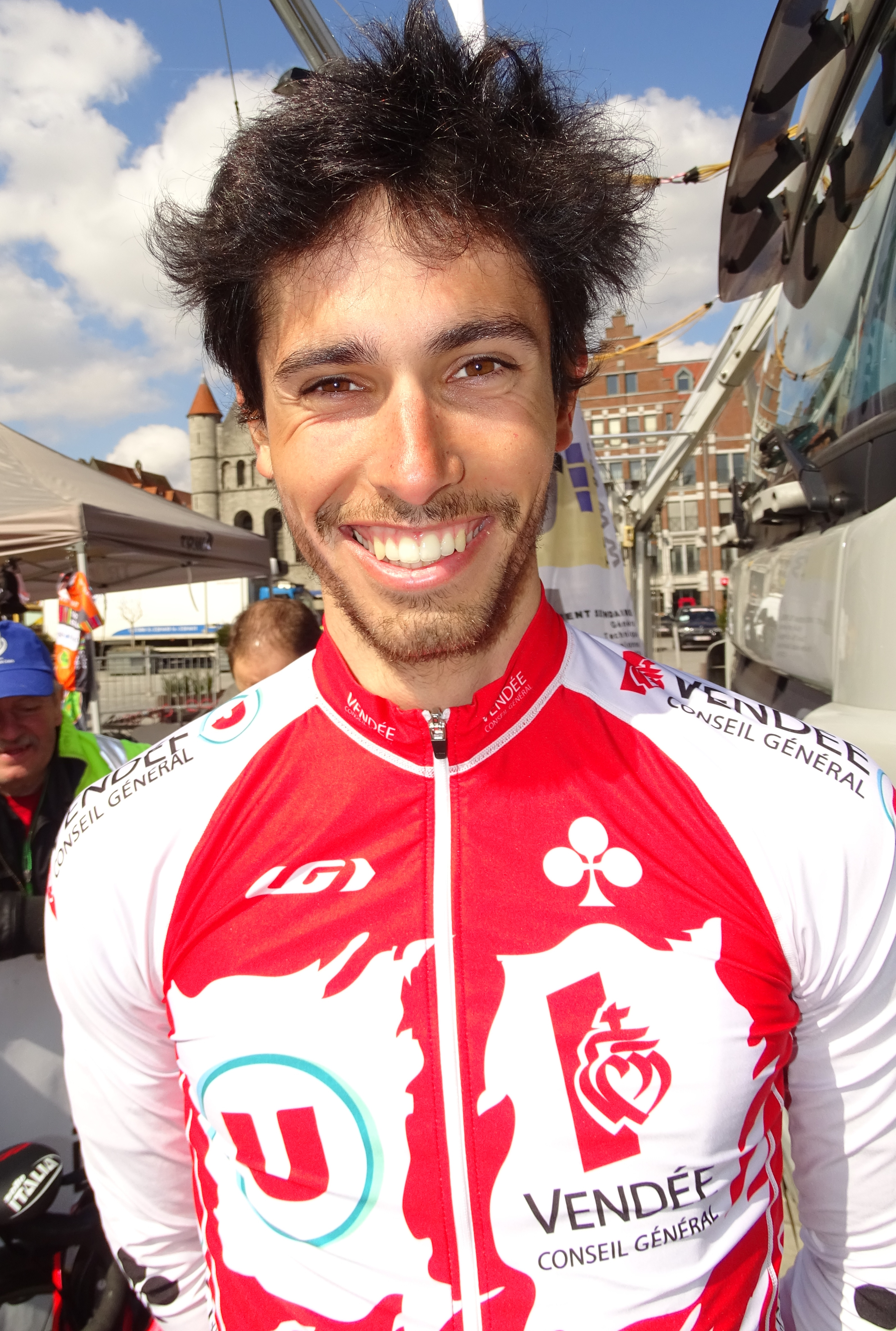
Romain Guyot.
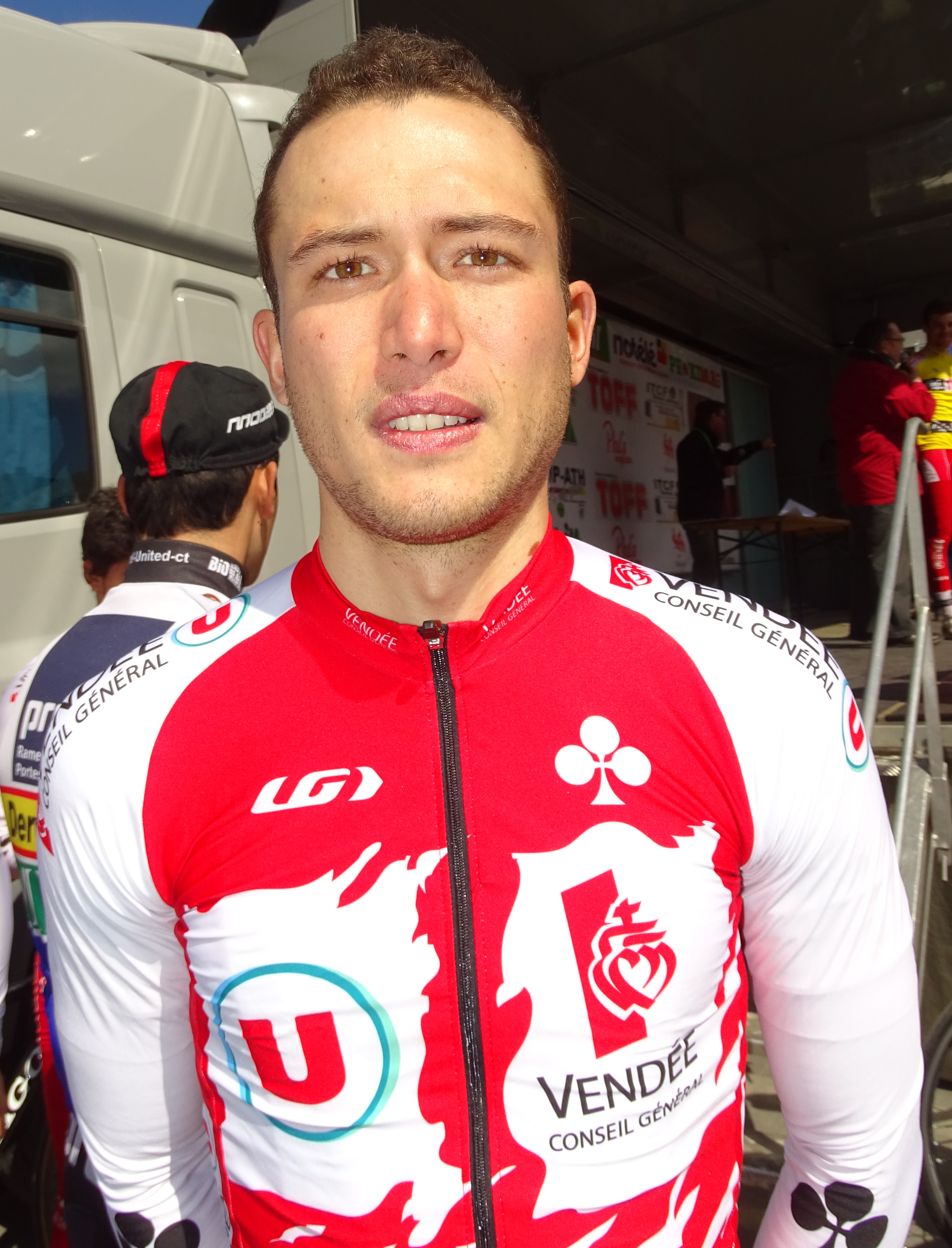
Taruia Krainer.

## Vendée U en 2024

### Effectif
| Cycliste             | Date de naissance | Nationalité | Équipe 2023                         |  |
| -------------------- | ----------------- | ----------- | ----------------------------------- |  |
| Mathéo Barusseau     | 30 avril 2005     | France      | Decathlon AG2R La Mondiale U19 Team |  |
| Rayan Boulahoite     | 24 février 2004   | France      | Vendée U                            |  |
| Diego Charteau       | 11 juillet 2005   | France      | CREF Pays de la Loire               |  |
| Alessio Cialone      | 10 décembre 2003  | France      | Vendée U                            |  |
| Tanguy Floch Prigent | 3 septembre 2004  | France      | CM Aubervilliers 93                 |  |
| Mateusz Gajdulewicz  | 22 décembre 2003  | Pologne     | Vendée U                            |  |
| Lucas Grolier        | 3 février 2000    | France      | Vendée U                            |  |
| Swann Guefveneu      | 30 juin 2005      | France      | OGS U-19 Cycling Team               |  |
| Kaden Hopkins        | 24 mars 2000      | Bermudes    | Inteja                              |  |
| Dorian Lagrave       | 20 août 2004      | France      | Team 31 Jolly Cycles                |  |
| Sam Maisonobe        | 8 septembre 2003  | France      | CM Aubervilliers 93                 |  |
| Benjamin Marais      | 11 septembre 2002 | France      | Vendée U                            |  |
| Nicola Marcerou      | 23 septembre 2002 | France      | Vendée U                            |  |
| Edwin Mercier        | 2 juillet 2005    | France      | Argenteuil Val de Seine Cyclisme 95 |  |
| Adam Mitchell        | 24 février 2002   | Royaume-Uni | Team U Charente Maritime            |  |
| Grégory Pouvreault   | 25 juin 2003      | France      | Vendée U                            |  |
| Clément Sanchez      | 1er octobre 2005  | France      | CREF Pays de la Loire               |  |

### Victoires
| Date       | Course                                                   | Pays   | Classe | Vainqueur        |
| ---------- | -------------------------------------------------------- | ------ | ------ | ---------------- |
| 03/05/2024 | 3e étape de la Ronde de l'Isard                          | France | 2.2    | Sam Maisonobe    |
| 01/06/2024 | 2e étape du Tour du Maroc                                | Maroc  | 2.2    | Alessio Cialone  |
| 06/06/2024 | 7e étape du Tour du Maroc                                | Maroc  | 2.2    | Rayan Boulahoite |
| 25/08/2024 | 2e étape du Tour cycliste international de la Guadeloupe | France | 2.2    | Sam Maisonobe    |
| 26/08/2024 | 3e étape du Tour cycliste international de la Guadeloupe | France | 2.2    | Kaden Hopkins    |
| 31/08/2024 | 8e étape du Tour cycliste international de la Guadeloupe | France | 2.2    | Sam Maisonobe    |
| 01/09/2024 | 9e étape du Tour cycliste international de la Guadeloupe | France | 2.2    | Kaden Hopkins    |

## Anciens coureurs
| - Julien Belgy - Walter Bénéteau - Giovanni Bernaudeau - Thomas Bonnet - Thomas Boudat - Franck Bouyer - Tyler Butterfield - Lilian Calmejane - Romain Cardis - Dimitri Champion - Sébastien Chavanel - Sylvain Chavanel - Mathieu Claude - Bryan Coquard - Jérémy Cornu - Jérôme Cousin - Pascal Deramé - Pierre Drancourt - Mathieu Drujon - Damien Gaudin - Martial Gène - Yohann Gène - Anthony Geslin - Fabien Grellier - Julien Guay | - Christian Guiberteau - Roger Hammond - Maryan Hary - Tony Hurel - Nicolas Jalabert - Émilien Jeannière - Fabrice Jeandesboz - Vincent Jérôme - Gert Jõeäär - Sébastien Joly - Arnaud Jouffroy - Ryohei Komori - Bassirou Konté - Ievgueni Kovalev - Morgan Lamoisson - Rony Martias - Philippe Mauduit - Théo Menant - Julien Morice - Bryan Nauleau - Alexandre Naulleau - Damien Nazon - Olivier Perraudeau - Alexandre Pichot - Étienne Pieret | - Jérôme Pineau - Samuel Plouhinec - Perrig Quéméneur - Anthony Ravard - Franck Renier - Kévin Réza - Brieuc Rolland - Evgueni Sokolov - Matthieu Sprick - Janek Tombak - Angélo Tulik - Sébastien Turgot - Thomas Voeckler - Piotr Wadecki - Charles Wegelius - Jean Zen |